# Jonathan Nahimana
Jonathan Nahimana (Bujumbura, 12 de dezembro de 1999) é um futebolista burundiano que atua como goleiro. Atualmente, joga pelo Kinondoni Municipal Council.

## Carreira
Estreou profissionalmente em 2015, no Vital'O, um dos principais clubes de futebol de seu país. Pelos Violetas, foi campeão nacional em 2015–16. Venceu ainda a Copa do Burundi na mesma temporada e também em 2018. Neste mesmo ano, foi contratado pelo Kinondoni Municipal Council, que disputa a primeira divisão do Campeonato Tanzaniano.

## Seleção Burundinesa
Convocado desde 2017 para a Seleção do Burundi, Nahimana estreou num amistoso realizado em março de 2017, contra o Djibuti, que saiu derrotado por 7 a 0.
Esteve na Copa Africana das Nações de 2019, a primeira disputada pelos Hirondelles, que amargaram a eliminação na primeira fase, perdendo os 3 jogos (1 a 0 para Madagáscar e Nigéria e 2 a 0 para a Guiné) e não fazendo nenhum gol. Não possui parentesco (apesar do sobrenome igual) com o meio-campista Shasiri Nahimana, também campeão nacional em 2015–16 e que disputou 2 partidas pela CAN.

## Títulos
Vital'O
- Campeonato Burundiano: 2015–16
- Copa do Burundi: 2015, 2018